# 養和の飢饉
養和の飢饉（ようわのききん）は、養和元年（1181年）に発生した大飢饉である。源氏・平氏による争乱期（治承・寿永の乱）の最中に発生した飢饉であり、『源平盛衰記』や『方丈記』、『玉葉』、『吉記』、『百錬抄』など当時の状況を詳細に記す史料も多い。

## 概要
前年の1180年が極端に降水量が少ない年であり、旱魃により農産物の収穫量が激減、翌年には京都を含め西日本一帯が飢饉に陥った。大量の餓死者の発生はもちろんのこと、土地を放棄する農民が多数発生した。地域社会が崩壊し、混乱は全国的に波及した。
鴨長明の『方丈記』には「また、養和のころとか、久しくなりて、たしかにも覚えず。二年があひだ、世の中飢渇して、あさましき事侍りき。或は春・夏ひでり、秋・冬、大風・洪水など、よからぬ事どもうち続きて、五穀ことごとくならず」と述べて、「京のならひ、何わざにつけても、源は、田舎をこそ頼めるに、たえて上るものなければ」と記したように、京都は何ごとにつけて地方の農業生産に依存しているにもかかわらず、年貢のほとんど入って来ない状況となってしまい、市中の人びとはそれによって大きな打撃をこうむった。
『方丈記』では京都市中の死者を4万2300人と記し、「築地のつら、道のほとりに、飢ゑ死ぬもののたぐひ、数も知らず。取り捨つるわざも知らねば、くさき香世界に満ち満ちて、変わりゆくかたち有様、目もあてられぬ事多かり」として、市中に遺体があふれ、各所で異臭を放っていたことが記されている。また、死者のあまりの多さに供養が追いつかず、仁和寺の僧が死者の額に「阿」の字を記して回ったとも伝える。 こうした市中の混乱が、木曾義仲の活動（1180年挙兵、1183年上洛）を容易にする遠因となったとも考えられ、寿永2年（1183年）5月の砺波山の戦い（倶利伽羅峠の戦い）まで平氏・頼朝・義仲の三者鼎立の状況がつづいた背景としてこの飢饉の発生が考えられる。
こうした状況のなかで入洛した義仲軍は京中で兵糧を徴発しようとしたため、たちまち市民の支持を失ってしまった。一方、源頼朝は、年貢納入を条件にすることで、朝廷に東国支配権を認めさせた（寿永二年十月宣旨）。